# Jean de Gorris
Jean de Gorris, né à Paris en 1505 où il est mort en 1577, est un médecin français.

## Biographie
Doyen de la Faculté de Paris en 1548, in lui doit :
- Hippocratis jusjurandum, de arte, de antiquâ medicinâ, Paris, 1542
- Nicrandis theriaca et alexipharmaca, 1549 et 1557
- Galeni in prognostica Hippocratis lib, Lyon, 1552
- Definitionum medicarum lib, Paris, 1564, réédit. 1623 et Francfort, 1578, 1601